# USS Stevenson (DD-645)
USS Stevenson (DD-645) là một tàu khu trục lớp Gleaves được Hải quân Hoa Kỳ chế tạo trong Chiến tranh Thế giới thứ hai. Nó đã tham gia suốt Thế Chiến II, sống sót qua cuộc xung đột, ngừng hoạt động năm 1949 và bị tháo dỡ năm 1973. Nó là chiếc tàu chiến thứ hai của Hải quân Hoa Kỳ, sau chiếc USS Stevenson (DD-503), được đặt theo tên John H. Stevenson (?-1899), một sĩ quan từng tham gia các cuộc Nội chiến Hoa Kỳ và Chiến tranh Tây Ban Nha-Hoa Kỳ.

## Thiết kế và chế tạo
Stevenson được chế tạo tại xưởng tàu của hãng Federal Shipbuilding and Drydock Company ở Kearny, New Jersey. Nó được đặt lườn vào ngày 23 tháng 7 năm 1942; được hạ thủy vào ngày 11 tháng 11 năm 1942, và được đỡ đầu bởi cô Mary Stevenson, con gái Stevenson. Con tàu được cho nhập biên chế cùng Hải quân Hoa Kỳ vào ngày 15 tháng 12 năm 1942 dưới quyền chỉ huy của Thiếu tá Hải quân Thomas C. Greene.

## Lịch sử hoạt động
Ngay sau khi nhập biên chế, Stevenson tiến hành chạy thử máy vào cuối tháng 12 năm 1942; nhưng vào ngày 4 tháng 2 năm 1943, nó mắc tai nạn va cạm với chiếc SS Berwind Vale ngoài khơi Newport, Rhode Island, bị mất một phần mũi tàu. Sau khi được sửa chữa tại Xưởng hải quân Brooklyn, nó đã hộ tống cho năm đoàn tàu vận tải đi từ vùng bờ Đông Hoa Kỳ sang các cảng Bắc Phi. Trong giai đoạn này, từ tháng 3 đến tháng 12 năm 1943, nó nhiều lần tấn công vào những tín hiệu âm thanh được cho là tàu ngầm đối phương, nhưng không xác nhận được chiến công nào.
Vào ngày 23 tháng 1 năm 1944, Stevenson rời Norfolk, Virginia để gia nhập Đệ thất Hạm đội tại khu vực Tây Nam Thái Bình Dương. Không lâu sau khi đến nơi, nó có hoạt động tác chiến đầu tiên khi bắn pháo hỗ trợ cho cuộc đổ bộ lên đảo Los Negros thuộc quần đảo Admiralty vào ngày 29 tháng 2. Trong năm tháng tiếp theo sau, nó tham gia các chiến dịch đổ bộ nhảy cóc dọc theo bờ biển New Guinea: tham gia cuộc đổ bộ lên vịnh Humboldt vào tháng 4; đổ bộ lên Wakde vào tháng 5; và lên Sansapor cùng Noemfoor vào tháng 7. Vào ngày 20 tháng 8, nó rời khu vực New Guinea để tham gia lực lượng tấn công lên quần đảo Palau; nằm trong thành phần bảo vệ các tàu vận tải ngay cả khi vận chuyển lẫn trong quá trình đổ bộ. Sau khi hoàn tất chiến dịch Palau, nó lên đường vào ngày 14 tháng 10 quay trở về Seattle, Washington để đại tu.
Một đợt huấn luyện ôn tập được tiến hành sau đó, kéo dài cho đến ngày 27 tháng 1 năm 1945, khi Stevenson rời Trân Châu Cảng để đi Ulithi. Từ tháng 2 đến tháng 8, nó hộ tống các tàu tiếp liệu thuộc Đội Hỗ trợ Tiếp vận, vốn phục vụ cho lực lượng đặc nhiệm tàu sân bay nhanh trong các chiến dịch tại Iwo Jima và Okinawa, cũng như trong các cuộc không kích xuống chính quốc Nhật Bản. Vào ngày 5 tháng 6, nó chịu đựng một cơn cuồng phong mạnh; và khi chiến tranh kết thúc, nó đang ở cách bờ biển Nhật Bản không đầy 200 nmi (370 km) hỗ trợ cho các tàu sân bay dưới quyền Đô đốc William F. Halsey. Sau một giai đoạn ngắn làm nhiệm vụ chiếm đóng, lúc nó chịu đựng thêm cơn bão Louise tại vùng biển Nhật Bản trong các ngày 9 đến 11 tháng 10, chiếc tàu khu trục lên đường quay trở về nhà, đi ngang qua Singapore và Cape Town. Nó về đến Charleston, South Carolina vào ngày 20 tháng 1 năm 1946, nơi nó được cho xuất bêin chế vào ngày 27 tháng 4 năm 1946 và đưa về lực lượng dự bị. Tên nó được cho rút khỏi danh sách Đăng bạ Hải quân vào ngày 1 tháng 6 năm 1968, và nó bị bán để tháo dỡ vào ngày 2 tháng 6 năm 1970.

## Phần thưởng
Stevenson được tặng thưởng bảy Ngôi sao Chiến trận do thành tích phục vụ trong Thế Chiến II.